# Christisonia neilgherrica
Christisonia neilgherrica là loài thực vật có hoa thuộc họ Cỏ chổi. Loài này được Gardner mô tả khoa học đầu tiên năm 1847.